# Mistrzostwa Europy w Lekkoatletyce 2016 – bieg na 100 m kobiet
Bieg na 100 metrów kobiet – jedna z konkurencji biegowych rozgrywanych podczas lekkoatletycznych mistrzostw Europy na Olympisch Stadion w Amsterdamie.
Tytuł mistrzowski z 2014 obroniła Holenderka Dafne Schippers.

## Terminarz
| Data    | Godzina |            |
| ------- | ------- | ---------- |
| 7 lipca | 12:45   | Eliminacje |
| 8 lipca | 19:15   | Półfinał   |
| 8 lipca | 21:45   | Finał      |

## Rekordy
Tabela prezentuje rekord świata, rekord Europy oraz rekord mistrzostw Europy..
|                          | Zawodnik                 | Wynik | Miejsce      | Data                  |
| ------------------------ | ------------------------ | ----- | ------------ | --------------------- |
| Rekord świata            | Florence Griffith-Joyner | 10,49 | Indianapolis | 16 lipca 1988(dts)    |
| Rekord mistrzostw Europy | Christine Arron          | 10,73 | Budapeszt    | 19 sierpnia 1998(dts) |
| Rekord Europy            | Christine Arron          | 10,73 | Budapeszt    | 19 sierpnia 1998(dts) |

## Przebieg zawodów

### Eliminacje
Opracowano na podstawie materiału źródłowego.
| Poz. | Bieg | Tor | Zawodnik                | Reprezentacja | Czas  | Uwagi |
| ---- | ---- | --- | ----------------------- | ------------- | ----- | ----- |
| 1    | 1    | 1   | Rebekka Haase           | Niemcy        | 11.23 | Q     |
| 2    | 1    | 6   | Ramona Papaioannou      | Cypr          | 11.36 | Q     |
| 2    | 1    | 4   | Naomi Sedney            | Holandia      | 11.36 | Q,    |
| 4    | 2    | 4   | Ołesia Powch            | Ukraina       | 11.37 | Q     |
| 5    | 1    | 3   | Inna Eftimowa           | Bułgaria      | 11.39 | Q     |
| 6    | 3    | 2   | Gloria Hooper           | Włochy        | 11.40 | Q     |
| 7    | 2    | 8   | Maja Mihalinec          | Słowenia      | 11.41 | Q     |
| 8    | 3    | 8   | Lorène Bazolo           | Portugalia    | 11.44 | Q     |
| 9    | 3    | 3   | Ezinne Okparaebo        | Norwegia      | 11.45 | Q     |
| 9    | 1    | 8   | Salomé Kora             | Szwajcaria    | 11.45 | q,    |
| 11   | 1    | 7   | Irene Siragusa          | Włochy        | 11.55 | q     |
| 11   | 1    | 2   | Maria Belibasaki        | Grecja        | 11.55 | q     |
| 13   | 2    | 5   | Amy Foster              | Irlandia      | 11.57 | Q     |
| 14   | 3    | 5   | Marika Popowicz-Drapała | Polska        | 11.61 | Q     |
| 15   | 2    | 2   | Jennifer Galais         | Francja       | 11.64 | Q     |
| 15   | 3    | 7   | Estela García           | Hiszpania     | 11.64 |       |
| 17   | 3    | 6   | Anasztázia Nguyen       | Węgry         | 11.66 | SB    |
| 18   | 2    | 7   | Alexandra Bezeková      | Słowacja      | 11.71 |       |
| 19   | 2    | 3   | Andreea Ograzeanu       | Rumunia       | 11.73 |       |
| 20   | 3    | 4   | Lina Grinčikaitė        | Litwa         | 11.77 |       |
| 21   | 2    | 6   | Marisa Lavanchy         | Szwajcaria    | 11.89 |       |
| 22   | 1    | 5   | Charlotte Wingfield     | Malta         | 11.90 |       |

### Półfinały
Opracowano na podstawie materiału źródłowego.
* Zawodniczki zwolnione z biegów eliminacyjnych.
| Miejsce | Bieg | Tor | Zawodnik                | Reprezentacja   | Czas  | Uwagi |
| ------- | ---- | --- | ----------------------- | --------------- | ----- | ----- |
| 1       | 1    | 5   | Dafne Schippers*        | Holandia        | 10.96 | Q     |
| 2       | 3    | 4   | Desiree Henry*          | Wielka Brytania | 11.09 | Q     |
| 3       | 3    | 7   | Mujinga Kambundji*      | Szwajcaria      | 11.23 | Q     |
| 4       | 2    | 5   | Iwet Łałowa-Collio*     | Bułgaria        | 11.26 | Q     |
| 5       | 2    | 4   | Tatjana Pinto*          | Niemcy          | 11.27 | Q     |
| 6       | 2    | 6   | Natalija Pohrebniak*    | Ukraina         | 11.27 | q     |
| 7       | 3    | 5   | Floriane Gnafoua*       | Francja         | 11.32 | q     |
| 8       | 3    | 6   | Ołesia Powch            | Ukraina         | 11.35 |       |
| 9       | 1    | 6   | Asha Philip*            | Wielka Brytania | 11.37 | Q     |
| 10      | 3    | 9   | Ezinne Okparaebo        | Norwegia        | 11.44 |       |
| 10      | 3    | 8   | Naomi Sedney            | Holandia        | 11.44 |       |
| 12      | 1    | 7   | Rebekka Haase           | Niemcy          | 11.46 |       |
| 13      | 2    | 8   | Gloria Hooper           | Włochy          | 11.48 |       |
| 14      | 1    | 9   | Ramona Papaioannou      | Cypr            | 11.55 |       |
| 15      | 1    | 8   | Maja Mihalinec          | Słowenia        | 11.55 |       |
| 16      | 2    | 7   | Lorène Bazolo           | Portugalia      | 11.57 |       |
| 17      | 2    | 9   | Jennifer Galais         | Francja         | 11.62 |       |
| 17      | 1    | 3   | Maria Belibasaki        | Grecja          | 11.62 |       |
| 17      | 3    | 3   | Amy Foster              | Irlandia        | 11.62 |       |
| 20      | 2    | 3   | Salomé Kora             | Szwajcaria      | 11.65 |       |
| 21      | 2    | 2   | Marika Popowicz-Drapała | Polska          | 11.68 |       |
| 22      | 3    | 2   | Irene Siragusa          | Włochy          | 11.78 |       |
| 23      | 1    | 2   | Inna Eftimowa           | Bułgaria        | 11.85 |       |
| -       | 1    | 4   | Stella Akakpo*          | Francja         | DSQ   |       |

### Finał
Opracowano na podstawie materiału źródłowego.
| Miejsce | Tor | Zawodnik            | Reprezentacja   | Czas  | Uwagi |
| ------- | --- | ------------------- | --------------- | ----- | ----- |
| 1 !     | 7   | Dafne Schippers     | Holandia        | 10.90 |       |
| 2 !     | 6   | Iwet Łałowa-Collio  | Bułgaria        | 11.20 |       |
| 3 !     | 4   | Mujinga Kambundji   | Szwajcaria      | 11.25 |       |
| 4       | 9   | Asha Philip         | Wielka Brytania | 11.27 |       |
| 5       | 2   | Natalija Pohrebniak | Ukraina         | 11.28 |       |
| 6       | 8   | Tatjana Pinto       | Niemcy          | 11.33 |       |
| 7       | 3   | Floriane Gnafoua    | Francja         | 11.36 |       |
|         | 5   | Desiree Henry       | Wielka Brytania | DNF   |       |